# Kalanchoe tetraphylla
Kalanchoe tetraphylla ist eine Pflanzenart der Gattung Kalanchoe in der Familie der Dickblattgewächse (Crassulaceae).

## Beschreibung

### Vegetative Merkmale
Kalanchoe tetraphylla ist eine ausdauernde Pflanze. Ihre stets einfachen, verholzten, kräftigen Triebe erreichen einen Durchmesser von bis zu 30 Millimeter. Sie sind kurz oder bis zu 1,5 Meter hoch. Die bis zu 1 Zentimeter dicken, sitzenden oder kurz und breit gestielten Laubblätter bilden an den Triebspitzen eine Rosette, die für gewöhnlich aus zwei Paaren besteht. Jung sind die Blätter dicht drüsig-haarig und später kahl. Ihre rötliche, eiförmig-kreisrunde Blattspreite ist 13 bis 15 Zentimeter lang und ebenso breit. Ihre Spitze ist gerundet, die Basis gestutzt. Der Blattrand ist grob gezähnt.

### Generative Merkmale
Der achselständige, drüsig-haarige Blütenstand besteht in der Regel aus zwei gegenständigen, dichten, ebensträußigen Zymen. Der Blütenstandsstiel ist 8 bis 15 Zentimeter lang. Die aufrechten oder ausgebreiteten Blüten stehen an drüsigen Blütenstielen und sind vollständig in weiße Drüsenhaare eingehüllt. Ihre grüne bis rötliche Kelchröhre ist 6 bis 10 Millimeter lang. Die dreieckigen, zugespitzten Kelchzipfel sind 6 bis 8 Millimeter lang. Die Blütenkrone ist weißgelb bis gelbgrün und purpurfarben gestreift. Die Kronröhre ist etwa 10 Millimeter lang. Ihre eiförmigen, an ihre Spitze gerundeten Kronzipfel weisen eine Länge von etwa 10 Millimeter auf. Die Staubblätter sind direkt oberhalb der Mitte der Kronröhre angeheftet und ragen aus der Blüte heraus. Die Staubbeutel sind gerundet, die Nektarschüppchen quadratisch, tief ausgerandet, zweizähnig und weisen eine Länge von etwa 2 Millimeter auf. Das längliche Fruchtblatt weist eine Länge von 6 bis 8 Millimeter auf. Der Griffel ist 2,5 bis 4 Millimeter lang.

## Systematik und Verbreitung
Kalanchoe tetraphylla ist auf Madagaskar an felsigen Orten in Höhen von 1000 bis 2000 Metern  verbreitet.
Die Erstbeschreibung durch Henri Perrier de La Bâthie wurde 1923 veröffentlicht.

## Nachweise